# Trichonta vulgaris
Trichonta vulgaris är en tvåvingeart som beskrevs av Friedrich Hermann Loew 1870. Trichonta vulgaris ingår i släktet Trichonta och familjen svampmyggor. Arten har ej påträffats i Sverige. Inga underarter finns listade i Catalogue of Life.